# Stigmata (альбом)
Stigmata — другий студійний альбом шведського мелодійного дез-метал гурту Arch Enemy. Реліз альбому відбувся 21 квітня 1998 під лейблом Century Media Records в Європі та Північній Америці, під лейблом Toy's Factory в Японії. Цей альбом гурту Arch Enemy став першим, який вийшов по всьому світі.

## Список пісень
| #  | Назва                   | Автор слів            | Автор музики       | Тривалість |
| -- | ----------------------- | --------------------- | ------------------ | ---------- |
| 1. | «Beast of Man»          | М. Емотт              | К. Емотт, М. Емотт | 3:36       |
| 2. | «Stigmata»              | інструментальний трек | М. Емотт           | 2:12       |
| 3. | «Sinister Mephisto»     | М. Емотт              | М. Емотт           | 5:46       |
| 4. | «Dark of the Sun»       | М. Емотт              | К. Емотт, М. Емотт | 7:00       |
| 5. | «Let the Killing Begin» | Лійва, М. Емотт       | К. Емотт, М. Емотт | 5:19       |
| 6. | «Black Earth»           | Лійва, М. Емотт       | М. Емотт           | 6:39       |
| 7. | «Tears of the Dead»     | М. Емотт              | М. Емотт           | 5:56       |
| 8. | «Vox Stellarum»         | Instrumental          | Нодстрім           | 2:08       |
| 9. | «Bridge of Destiny»     | М. Емотт              | К. Емотт, М. Емотт | 7:44       |